# Кюри, Пьер
Пьер Кюри́ (фр. Pierre Curie; 15 мая 1859 года, Париж, Французская империя — 19 апреля 1906 года, там же, Третья Республика) — французский учёный-физик, один из первых исследователей радиоактивности, член Французской академии наук, лауреат Нобелевской премии по физике за 1903 год. Муж Марии Склодовской-Кюри.

## Биография
Родился 15 мая 1859 года в Париже в семье врача, был младшим из двух сыновей.
Получил домашнее образование. Уже в возрасте 16 лет получил учёную степень бакалавра Парижского университета, а спустя ещё два года стал лиценциатом физических наук. С 1878 года ассистентом работал вместе со старшим братом Жаком в минералогической лаборатории Сорбонны. Вдвоём в 1880 году они открыли пьезоэлектрический эффект. Затем перешёл в Школу физики и химии Сорбонны, где с 1895 года заведовал кафедрой.
В 1894 году встретил Марию Склодовскую, польскую студентку физического факультета Сорбонны из Российской империи. Они поженились 26 июня 1895 года, через несколько месяцев после того, как Пьер защитил докторскую диссертацию. После рождения первой дочери Ирен они, начиная с 1897 года, исследовали явление радиоактивности.

### Изучение радиоактивности
В 1896 году Анри Беккерель открыл, что урановые соединения постоянно испускают излучение, способное засвечивать фотографическую пластинку. Выбрав это явление темой своей докторской диссертации, Мария стала выяснять, не излучают ли другие соединения «лучи Беккереля». Мария Кюри побудила Пьера провести сравнение соединений урана, полученных из разных месторождений, по интенсивности их радиации — соли урана в то время использовались для получения цветного стекла (как, например, руда урановая смолка Pechblende).
Методом их работы было измерение степени ионизации воздуха, интенсивность которой определялась по силе тока между пластинами. Оказалось, что образцы руды, доставленные из месторождения Йоахимсталь в Чехии, демонстрируют более сильную ионизацию, чем другие. Этот эксперимент 1898 года дал основание предположить, что исследователи имеют дело с присутствием ещё одного радиоактивного вещества помимо урана.
В июле 1898 года Кюри опубликовали статью «О радиоактивном веществе, содержащемся в урановой смоляной обманке» («Sur une substance radioactive contenue dans le pechblende»), в которой сообщали об открытии одного из элементов, названного полонием в честь Польши, родины Марии Склодовской. В декабре они объявили об открытии второго элемента, который назвали радием. Оба новые элементы были во много раз радиоактивнее, чем уран или торий, и составляли одну миллионную часть урановой смоляной обманки.
Тогда же перед супругами встал вопрос о патентовании своего открытия. И они решили не предпринимать никаких шагов в этом отношении, предоставив своё открытие безвозмездно на пользу человечества.
Не имея лаборатории и работая в помещении институтской кладовки, а позже в сарае на улице Ломон в Париже, супруги Кюри в последующие четыре года (с 1898 по 1902 год) переработали восемь тонн уранинита, чтобы выделить из руды радий в достаточном для определения его атомного веса количестве. Работая в примитивных и вредных условиях, они проводили операции химического разделения в огромных чанах в сарае, а все анализы — в крохотной, бедно оснащённой лаборатории Муниципальной школы.

### Признание и гибель
В 1903 году Шведская королевская академия наук присудила Пьеру и Марии Кюри Нобелевскую премию по физике за 1903 год. Пьер и Мария Кюри получили половину награды «в знак признания … их совместных исследований явлений радиации, открытых профессором Анри Беккерелем». Теперь они наконец получили возможность оснастить свою лабораторию необходимой аппаратурой и купить для своей квартиры ванну.
Помимо Нобелевской премии, Пьер Кюри был удостоен ещё нескольких наград, включая медаль Дэви Лондонского королевского общества (1903) и золотую медаль Маттеуччи Национальной Академии наук Италии (1904).
В октябре 1904 года Пьер Кюри был назначен профессором физики Сорбонны, а Мария Кюри — заведующей лабораторией, которой ранее руководил её муж. В 1905 году был избран академиком во Французскую академию наук. Специально для него в Парижском университете была образована кафедра общей физики и радиоактивности.
В дождливый день 19 апреля 1906 года Пьер Кюри погиб, когда, переходя улицу в Париже, поскользнулся и попал под конный экипаж, колесо которого раздавило ему голову. Смерть наступила мгновенно.
В 1995 году его прах вместе с прахом жены был перезахоронен в Пантеоне.

## Семья
Жена — Мария Склодовская-Кюри (1895—1906).
Дети — Ирен Жолио-Кюри, Ева Кюри.
Брат — Жак Кюри.
Отец — Эжен Кюри.

## Научная деятельность
Пьер Кюри сформулировал ряд идей симметрии. Он утверждал, что нельзя рассматривать симметрию какого-либо тела, не учитывая симметрию окружающей среды.

## Научные достижения
- Открытие пьезоэлектрического эффекта
- Открытие полония
- Открытие радия

## Память
- В честь Пьера и Марии Кюри назван искусственный химический элемент — кюрий.
- В 1956 году были выпущены почтовые марки в СССР и в Болгарии, посвящённые П. Кюри.
- В 1970 г. Международный астрономический союз присвоил имя Пьера Кюри кратеру на обратной стороне Луны.

## Сочинения
- Oeuvres, P., 1908; в рус. пер.: Избр. труды, М. — Л., 1966 (сер. Классики науки).